# Spectres
| Recensione                        | Giudizio        |
| --------------------------------- | --------------- |
| AllMusic                          | [ 3 ]           |
| Robert Christgau                  | B               |
| The New Rolling Stone Album Guide | [ 5 ]           |
| Sputnikmusic                      | 4.0 (Excellent) |
| Piero Scaruffi                    | [ 7 ]           |
| Ondarock                          | [ 8 ]           |
| Dizionario del Pop-Rock           | [ 9 ]           |
| 24.000 dischi                     | [ 10 ]          |

Spectres è un album discografico del gruppo musicale statunitense Blue Öyster Cult, pubblicato nell'ottobre del 1977 dall'etichetta discografica Columbia Records.

## Tracce

### LP
Lato A (AL 35019)
1. Godzilla – 3:41 (Donald Roeser)
2. Golden Age of Leather – 5:52 (Bruce Abbott, Donald Roeser)
3. Death Valley Nights – 4:07 (Richard Meltzer, Albert Bouchard)
4. Searchin’ for Celine – 3:35 (Allen Lanier)
5. Fireworks – 3:14 (Albert Bouchard)

Lato B (BL 35019)
1. R. U. Ready 2 Rock – 3:43 (Sandy Pearlman, Albert Bouchard)
2. Celestial the Queen – 3:24 (Helen Wheels, Joe Bouchard)
3. Goin’ Through the Motion – 3:12 (Eric Bloom, Ian Hunter)
4. I Love the Night – 4:25 (Donald Roeser)
5. Nosferatu – 5:22 (Helen Wheels, Joe Bouchard)

### CD
Edizione CD del 2007, pubblicato dalla Columbia/Legacy Records (82796 96408 2)
1. Godzilla – 3:41 (Donald Roeser)
2. Golden Age of Leather – 5:53 (Bruce Abbott, Donald Roeser)
3. Death Valley Nights – 4:07 (Richard Meltzer, Albert Bouchard)
4. Searchin’ for Celine – 3:35 (Allen Lanier)
5. Fireworks – 3:14 (Albert Bouchard)
6. R. U. Ready 2 Rock – 3:45 (Sandy Pearlman, Albert Bouchard)
7. Celestial the Queen – 3:24 (Helen Wheels, Joe Bouchard)
8. Goin’ Through the Motion – 3:12 (Eric Bloom, Ian Hunter)
9. I Love the Night – 4:23 (Donald Roeser)
10. Nosferatu – 5:23 (Helen Wheels, Joe Bouchard)
11. Night Flyer – 3:48 (Joe Bouchard, Murray Krugman) – Traccia bonus
12. Dial M for Murder – 3:11 (Donald Roeser) – Traccia bonus
13. Please Hold – 2:47 (Albert Bouchard) – Traccia bonus
14. Be My Baby – 3:01 (Ellie Greenwich, Jeff Barry, Phil Spector) – Traccia bonus

## Formazione
- Eric Bloom - voce, chitarra
- Joe Bouchard - basso, voce, chitarra
- Donald (Buck Dharma) Roeser - chitarra solista, chitarra ritmica, voce
- Albert Bouchard - batteria, voce, armonica
- Allen Lanier - tastiere, chitarra

Musicisti aggiunti
- Newark Boys Chorus - accompagnamento vocale, cori (brano: Golden Age of Leather)

Note aggiuntive
- Murray Krugman, Sandy Pearlman, David Lucas e Blue Öyster Cult - produttori
- Registrazioni effettuate al Record Plant di New York City, New York (Stati Uniti)
- Shelly Yakus, John Jansen, Corky Stasiak e Thom Panunzio, Andy Abrams - ingegnere delle registrazioni
- Gray Russell, Dave Thoener, Jay Krugman, Rod O'Brien e Sam Ginsberg - assistenti ingegneri delle registrazioni
- Shelly Yakus - mixaggio
- Roni Hoffman - design copertina album originale
- Eric Meola - fotografia copertina album originale
- David Infante (Laser Physics Inc.) - effetti laser, assistenza fotografia
- Ringraziamenti speciali a: Rick Downey, George Geranios, Ronald Binder, Eric Gardner, John Trivers[12][13]

## Classifica
Album
| Anno | Classifica            | Posizione raggiunta |
| ---- | --------------------- | ------------------- |
| 1977 | Billboard 200         | 43                  |
| 1978 | Official Albums Chart | 60                  |